# Gouvernement Lula da Silva II
Pour les articles homonymes, voir Gouvernement Lula.
République fédérative du Brésil
Lula I Rousseff I
Le gouvernement Lula da Silva II (en portugais : Governo Lula II) est le cabinet chargé du pouvoir exécutif au sein du gouvernement fédéral du Brésil en fonction entre le 1er janvier 2007 et le 1er janvier 2011.
Il s'agit du deuxième gouvernement et mandat du président de gauche Luiz Inácio Lula da Silva (PT).
Largement victorieux à l'issue de l'élection présidentielle de 2006 face à Geraldo Alckmin (PSDB), il forme un gouvernement ouvert au centre et au centre-droit (centrão) comme au sein de son premier gouvernement, notamment le PMDB, Progressistas et le Parti de la République.

## Contexte
Briguant un second mandat lors de l'élection présidentielle de 2006, Lula part largement favori face à Geraldo Alckmin, candidat du Parti de la social-démocratie brésilienne (PSDB). Selon les sondages, l'action de Lula est jugée positivement pour son action contre la faim et la pauvreté, mais parait plus mitigée dans les domaines de la violence et de la corruption.
La campagne est marquée par le scandale des mensualités, un système de détournement de fonds publics pour l'achat de votes et de soutiens de parlementaires à l’action de Lula entre 2003 et 2005. La direction du Parti des travailleurs est poussée à la démission, tandis que Lula doit remplacer son ministre des Finances, Antonio Palocci. En 2012, la Cour suprême du Brésil confirmera l'existence de ce système et condamnera plusieurs personnalités du PT ,.
Le 29 octobre 2006, après un résultat de premier tour jugé décevant, Lula est réélu au second tour avec 60,8 % des suffrages.

## Composition

### Initiale (1erjanvier 2007)
- Par rapport au gouvernement Lula da Silva I, les nouveaux ministres sont indiqués en gras, ceux ayant changé d'attributions en italique.

| Image                                     | Portefeuille                                                                                      | Titulaire | Titulaire                                        | Parti  |
| ----------------------------------------- | ------------------------------------------------------------------------------------------------- | --------- | ------------------------------------------------ | ------ |
|                                           | Président de la République                                                                        |           | Luiz Inácio Lula da Silva                        | PT     |
|                                           | Vice-président de la République                                                                   |           | José Alencar                                     | PRB    |
|                                           | Ministre de l'Agriculture et de l'Élevage                                                         |           | Reinhold Stephanes (pt)                          | PMDB   |
|                                           | Ministre des Communications                                                                       |           | Hélio Costa (pt)                                 | PMDB   |
|                                           | Ministre de la Culture                                                                            |           | Gilberto Gil (jusqu'au 30/07/2008)               | PV     |
|                                           | Ministre de la Culture                                                                            |           | Juca Ferreira (pt)                               | PT     |
|                                           | Ministre de la Défense                                                                            |           | Waldir Pires (jusqu'au 25/06/2007)               | PT     |
|                                           | Ministre de la Défense                                                                            |           | Nelson Jobim                                     | PMDB   |
|                                           | Ministre du Développement agraire                                                                 |           | Guilherme Cassel (pt)                            | PT     |
|                                           | Ministre du Développement et de l'Assistance sociale, de la Famille et de la Lutte contre la faim |           | Patrus Ananias (pt)                              |        |
|                                           | Ministre de l'Éducation                                                                           |           | Fernando Haddad                                  | PT     |
|                                           | Ministre de l'Environnement                                                                       |           | Carlos Minc                                      | PT     |
|                                           | Ministre des Finances                                                                             |           | Guido Mantega                                    | PT     |
|                                           | Ministre de l'Intégration nationale                                                               |           | Geddel Vieira Lima (pt)                          | PMDB   |
|                                           | Ministre de la Justice et de la Sécurité publique                                                 |           | Tarso Genro (jusqu'au 10/02/2010)                | PT     |
|                                           | Ministre de la Justice et de la Sécurité publique                                                 |           | Luiz Paulo Barreto (pt)                          | Indép. |
|                                           | Ministre des Mines et de l'Énergie                                                                |           | Silas Rondeau (pt) (jusqu'au 24/05/2007)         | Indép. |
|                                           | Ministre des Mines et de l'Énergie                                                                |           | Nelson Hubner (pt) (05/2007-01/2008, intérim)    | Indép. |
|                                           | Ministre des Mines et de l'Énergie                                                                |           | Edison Lobão                                     | PMDB   |
|                                           | Ministre de la Pêche                                                                              |           | Altemir Gregolin (pt)                            | PT     |
|                                           | Ministre de la Planification, du Budget et de la Gestion                                          |           | Paulo Bernardo                                   | PT     |
|                                           | Ministre des Relations extérieures                                                                |           | Celso Amorim                                     | PT     |
|                                           | Ministre des Relations institutionnelles                                                          |           | José Múcio (pt)                                  | PTB    |
|                                           | Ministre de la Santé                                                                              |           | José Gomes Temporão (pt)                         | Indép. |
|                                           | Ministre de la Sécurité sociale                                                                   |           | Luiz Marinho (pt) (jusqu'au 03/06/2008)          | PT     |
|                                           | Ministre de la Sécurité sociale                                                                   |           | Carlos Eduardo Gabas (pt) (06/2008, intérim)     | PT     |
|                                           | Ministre de la Sécurité sociale                                                                   |           | José Barroso Pimentel (pt) (jusqu'au 30/03/2010) | PT     |
|                                           | Ministre de la Sécurité sociale                                                                   |           | Carlos Eduardo Gabas (pt)                        | PT     |
|                                           | Ministre des Sciences, de la Technologie et de l'Innovation                                       |           | Sérgio Machado Rezende                           | PSB    |
|                                           | Ministre des Sports                                                                               |           | Orlando Silva (pt)                               | PCdoB  |
|                                           | Ministre du Tourisme                                                                              |           | Luiz Barretto Filho (pt)                         | Indép. |
|                                           | Ministre des Transports                                                                           |           | Alfredo Nascimento (pt)                          | PR     |
|                                           | Ministre du Travail et de l'Emploi                                                                |           | Luiz Marinho (pt) (jusqu'au 17/07/2007)          | PT     |
|                                           | Ministre du Travail et de l'Emploi                                                                |           | Carlos Lupi                                      | PDT    |
|                                           | Ministre des Villes                                                                               |           | Márcio Fortes de Almeida (pt)                    | PP     |
| Organismes ayant le statut de ministère   |                                                                                                   |           |                                                  |        |
|                                           | Chef de cabinet civil de la présidence de la République                                           |           | Dilma Rousseff                                   | PT     |
|                                           | Procureur général                                                                                 |           | Álvaro Augusto Ribeiro Costa (pt)                | Indép. |
|                                           | Procureur général                                                                                 |           | Dias Toffoli (pt)                                | Indép. |
|                                           | Procureur général                                                                                 |           | Luís Inácio Adams (pt)                           | Indép. |
|                                           | Contrôleur général fédéral                                                                        |           | Jorge Hage (pt)                                  | Indép. |
|                                           | Chef de cabinet de la Sécurité institutionnelle                                                   |           | frJorge Armando Felix (pt)                       | Indép. |
| Secrétariats ayant le statut de ministère |                                                                                                   |           |                                                  |        |
|                                           | Secrétaire spéciale aux Droits de l'Homme                                                         |           | Paulo Vannuchi (pt)                              | Indép. |
|                                           | Secrétaire aux politiques de promotion de l'Égalité raciale                                       |           | Matilde Ribeiro (pt) (jusqu'au 06/02/2008)       | PT     |
|                                           | Secrétaire aux politiques de promotion de l'Égalité raciale                                       |           | Martvs Chagas (pt) (02/2008, intérim)            | PT     |
|                                           | Secrétaire aux politiques de promotion de l'Égalité raciale                                       |           | Edson Santos (pt)                                | PT     |
|                                           | Secrétaire spéciale chargée des politiques en faveur des femmes                                   |           | Nilcea Freire (pt)                               | PT     |
|                                           | Secrétaire spécial aux Ports                                                                      |           | Pedro Brito (pt)                                 | PSB    |
|                                           | Secrétaire général de la présidence de la République                                              |           | Luiz Dulci (pt)                                  | PT     |
|                                           | Secrétaire spécial à la communication sociale                                                     |           | André Singer (pt) (jusqu'en 03/2007)             | PT     |
|                                           | Secrétaire spécial à la communication sociale                                                     |           | Franklin Martins (pt)                            | Indép. |

### Remaniement du 31 mars 2010
- Les nouveaux ministres sont indiqués en gras, ceux ayant changé d'attributions en italique.

| Image                                     | Portefeuille                                                                                      | Titulaire | Titulaire                              | Parti  |
| ----------------------------------------- | ------------------------------------------------------------------------------------------------- | --------- | -------------------------------------- | ------ |
|                                           | Président de la République                                                                        |           | Luiz Inácio Lula da Silva              | PT     |
|                                           | Vice-président de la République                                                                   |           | José Alencar                           | PRB    |
|                                           | Ministre de l'Agriculture et de l'Élevage                                                         |           | Reinhold Stephanes (pt)                | PMDB   |
|                                           | Ministre des Communications                                                                       |           | José Artur Filardi (pt)                | PMDB   |
|                                           | Ministre de la Culture                                                                            |           | Juca Ferreira (pt)                     | PT     |
|                                           | Ministre de la Défense                                                                            |           | Nelson Jobim                           | PMDB   |
|                                           | Ministre du Développement agraire                                                                 |           | Guilherme Cassel (pt)                  | PT     |
|                                           | Ministre du Développement et de l'Assistance sociale, de la Famille et de la Lutte contre la faim |           | Márcia Lopes (pt)                      | PT     |
|                                           | Ministre de l'Éducation                                                                           |           | Fernando Haddad                        | PT     |
|                                           | Ministre de l'Environnement                                                                       |           | Izabella Teixeira (pt)                 | Indép. |
|                                           | Ministre des Finances                                                                             |           | Guido Mantega                          | PT     |
|                                           | Ministre de l'Intégration nationale                                                               |           | João Santana (pt)                      | PMDB   |
|                                           | Ministre de la Justice et de la Sécurité publique                                                 |           | Luiz Paulo Barreto (pt)                | Indép. |
|                                           | Ministre des Mines et de l'Énergie                                                                |           | Márcio Zimmermann (pt)                 | Indép. |
|                                           | Ministre de la Pêche                                                                              |           | Altemir Gregolin (pt)                  | PT     |
|                                           | Ministre de la Planification, du Budget et de la Gestion                                          |           | Paulo Bernardo                         | PT     |
|                                           | Ministre des Relations extérieures                                                                |           | Celso Amorim                           | PT     |
|                                           | Ministre des Relations institutionnelles                                                          |           | José Múcio (pt)                        | PTB    |
|                                           | Ministre de la Santé                                                                              |           | José Gomes Temporão (pt)               | Indép. |
|                                           | Ministre de la Sécurité sociale                                                                   |           | Carlos Eduardo Gabas (pt)              | PT     |
|                                           | Ministre des Sciences, de la Technologie et de l'Innovation                                       |           | Sérgio Machado Rezende                 | PSB    |
|                                           | Ministre des Sports                                                                               |           | Orlando Silva (pt)                     | PCdoB  |
|                                           | Ministre du Tourisme                                                                              |           | Luiz Barretto Filho (pt)               | Indép. |
|                                           | Ministre des Transports                                                                           |           | Paulo Sérgio Passos (pt)               | PR     |
|                                           | Ministre du Travail et de l'Emploi                                                                |           | Carlos Lupi                            | PDT    |
|                                           | Ministre des Villes                                                                               |           | Márcio Fortes de Almeida (pt)          | PP     |
| Organismes ayant le statut de ministère   |                                                                                                   |           |                                        |        |
|                                           | Chef de cabinet civil de la présidence de la République                                           |           | Erenice Guerra (pt) (jusqu'en 09/2010) | PT     |
|                                           | Chef de cabinet civil de la présidence de la République                                           |           | Carlos Eduardo Esteves Lima (pt)       | Indép. |
|                                           | Procureur général                                                                                 |           | Álvaro Augusto Ribeiro Costa (pt)      | Indép. |
|                                           | Procureur général                                                                                 |           | Dias Toffoli (pt)                      | Indép. |
|                                           | Procureur général                                                                                 |           | Luís Inácio Adams (pt)                 | Indép. |
|                                           | Contrôleur général fédéral                                                                        |           | Jorge Hage (pt)                        | Indép. |
|                                           | Chef de cabinet de la Sécurité institutionnelle                                                   |           | frJorge Armando Felix (pt)             | Indép. |
| Secrétariats ayant le statut de ministère |                                                                                                   |           |                                        |        |
|                                           | Secrétaire spéciale aux Droits de l'Homme                                                         |           | Paulo Vannuchi (pt)                    | Indép. |
|                                           | Secrétaire aux politiques de promotion de l'Égalité raciale                                       |           | Eloi Ferreira (pt)                     | PT     |
|                                           | Secrétaire spéciale chargée des politiques en faveur des femmes                                   |           | Nilcea Freire (pt)                     | PT     |
|                                           | Secrétaire spécial aux Ports                                                                      |           | Pedro Brito (pt)                       | PSB    |
|                                           | Secrétaire général de la présidence de la République                                              |           | Luiz Dulci (pt)                        | PT     |
|                                           | Secrétaire spécial à la communication sociale                                                     |           | Franklin Martins (pt)                  | Indép. |